# セオドア・フィリップス
セオドア・エブリン・リース・フィリップス（Rev. Theodore Evelyn Reece Phillips、通常 T. E. R. Phillipsと記される、1868年3月28日 - 1942年5月13日）は、イギリスの牧師・天文学者。木星の観測などで知られる。
1891年にHoly Trinity(Taunton)、1895年から Hendford(Yeovil)、1901年からSt. Saviour's(Croydon)、1906年から Ashtead(Surrey)の副牧師を務め、1916年から Headleyの教区牧師に任じられ、それ以降Headleyで過ごした。
アマチュア天文学者として、木星や火星の観測を継続し、木星表面の大気の流れの研究を行った。国際天文学連合の惑星委員会の委員を務め、英国天文協会(w:British Astronomical Association)の木星部会の会長を1900年から1933年の間、土星部会の会長を1935年から1940年の間に務めた。1927年から1929年の間、王立天文学会の会長を務めた。1918年に王立天文学会からジャクソン＝グウィルト・メダルを受賞した。著書にW.H.スティーブンスンと共著のSplendour of the Heavens (1923年)がある。
気象学の分野でも雨量の記録を続け、その周期性の研究を行った。